# Messaline (film, 1924)
Pour les articles homonymes, voir Messaline.
Pour plus de détails, voir Fiche technique et Distribution.
Messaline (Messalina) est un film italien réalisé par Enrico Guazzoni, sorti en 1924. Le film retrace la vie de Messaline, épouse de l'empereur Claude et mère de Britannicus. Le rôle-titre est interprété par la grande actrice italienne du muet Rina De Liguoro, la production du film est assurée par la compagnie du réalisateur. Le film rencontra un grand succès à sa sortie, il s'agit d'un des derniers péplums italiens du premier âge d'or du genre qui relance un sujet qui avait déjà été adapté plusieurs fois au cinéma.

## Synopsis
Après la mort de Caligula, Claude devint empereur en 41. Dans la maison d'Apollonius, l'esclave Ennion aime l'esclave Eglè. Messaline, la femme de Claude à coutume de se prostituer dans le quartier de Subure; un jour Ennion sauve Messaline de brigands dans ce quartier. Ennion doit participer à une course de chars qui doit lui donner sa liberté en cas de victoire. Mais Mirit, la prêtresse d'Isis fait empoisonner ses chevaux et fait enlever Eglè, l'amoureuse d'Ennion. Tigrane et ses amis sauvent Eglè et Ennion. Messaline complote avec Caius Silius contre l'empereur Claude mais elle est démasquée et préfère se donner la mort.

## Fiche technique
- Titre : Messaline
- Titre original : Messalina
- Titre anglais : The Fall of an Empress
- Réalisation : Enrico Guazzoni
- Scénario : Enrico Guazzoni
- Production : Guazzoni Film (Rome)
- Photographie : Victor Arménise et Alfredo Lenci
- Costumes : Enrico Guazzoni
- Décors : Guido Del Monaco
- Pays de production :  Royaume d'Italie
- Format : Noir et blanc - 1,33:1 - Film muet
- Durée : 3 373 m (environ 2h04)
- Genre : Drame et historique
- Date de sortie :
  - Italie : 31 mars 1924
  - France : 27 juillet 1924 (Paris)
  - États-Unis : 24 août 1924 (New York)

## Distribution
- Rina De Liguoro : Messaline
- Augusto Mastripietri : Claude
- Gino Talamo : l'esclave Ennion
- Gianna Terribili-Gonzales : Mirit; la prêtresse d'Isis
- Gildo Bocci : Apollonius
- Bruto Castellani : le géant Tigrane
- Aristide Garbini : Narcisse
- Lucia Zanussi : l'esclave Eglè
- Calisto Bertramo
- Édouard de Max
- Rita Jolivet
- Adolfo Trouché
- Mario Cusmich
- Alfredo de Felice

## Commentaires
Enrico Guazzoni est crédité seul au scénario mais certains pensent que le dramaturge Pietro Cossa a pu inspirer le scénario du film. Fait exceptionnel pour l'époque, le roi Victor-Emmanuel III est venu assister au tournage du film.
L'Antiquité est un prétexte aux histoires d'amour et au mélodrame, où est représenté un monde violent et érotique, celui du déclin de l'Empire.
Nouvelle grande fresque historique réalisée par Guazzoni avec d'importants moyens techniques et financiers, qui obtint un grand succès public en Italie et à l'étranger. Elle confirma le prestige d'une des rares vraies « divas » cinématographiques des années 1920, la sculpturale Rina De Liguoro.
Pour Variety, à sa sortie « le film est essentiellement un spectacle, mais même dans ce domaine, il ne peut pas être mentionné au même titre que d'autres formidables films américains récents (...). Messaline devrait avoir une grosse semaine au Cameo, où des Italiens patriotes et beaucoup d'amoureux du spectacle viendront en foule le voir ».
Pour Jean Tulard, le film est « une belle fresque romaine, disposant d'énormes moyens et qui rencontra un grand succès ».
Il s'agit de l'unique film italien exporté en URSS dans les années 1920.
La vie de Messaline inspira de nombreux réalisateurs, on a pu voir avant cette version : Messaline en 1910 de Ferdinand Zecca et Henri Andréani et Messaline en 1910 également, réalisé par Mario Caserini. Après la seconde guerre mondiale, parmi les films qui traitent de l'impératrice on peut citer : Messaline en 1951 par Carmine Gallone et Messaline par Vittorio Cottafavi en 1960.
Dans ce film se trouve la première grande course de chars du péplum, un an avant le Ben-Hur de Fred Niblo qui s'en est inspiré.